# Supporto epatico artificiale extracorporeo
Le tecniche di supporto epatico artificiale extracorporeo (ELAD) sono quelle misure che permettono la sopravvivenza del fegato quando si trova fuori dal corpo, si hanno pochi dati al riguardo e il tutto viaggia ancora su binari sperimentali.
Le tecniche sperimentate sono:
- Dialisi epatica
- Fegato bioartificiale